# Хелиос
Вижте пояснителната страница за други значения на Хелиос.
Хелиос (на старогръцки: Ηλιος) в древногръцката митология е бог на Слънцето, син на титаните Хиперион и Тея. Съответства на римския бог Сол. Негов епитет е Паноптес („Всевиждащият“).
Брат е на Селена, богинята на Луната  и на Еос - богиня на зората. 
Хелиос е баща на Еет, Кирка и Пасифая. Неговите други деца са Фентуса („лъчезарна“) и Лампетия („сияеща“).

## Колесницата на Хелиос
Хелиос често е представян в изкуството, посредством сцени, в които е заедно със своите коне и се вози на колесницата си. Тези мотиви се срещат се от мозайки и вазови изображения от Древна Гърция, до изображения на автори от края на 20 век.
В тях богът е изобразяван, като красив младеж в тънки одежди, с развети коси и венец от лъчи, с лице обкръжено с ореол от светлина. Той живее във великолепен дворец в обкръжението на божествата на 4-ите годишни времена и има престол от скъпоценни камъни. Всяка сутрин се появява, управлявайки своята златна колесница, теглена от 4 снежнобели, крилати и бълващи огън коне с имена преводими, като: Светлина, Блясък, Гръм и Мълния. Тя му е подарена от бога-ковач Хефест. През деня лети по небето, а вечер слиза към водите на Океан и преплува морето отново към мястото, където се появява на следващата сутрин.

## Фаетон - син на Хелиос
Фаетон получава само за 1 ден позволение от баща си да управлява колесницата, но поради неопитността си едва не изгаря света. Пламва Земята, започват да горят планините. Затова Зевс се вижда принуден да порази със светкавица колесницата, конете и самия Фаетон.

## Златната купа на Хелиос
В една гръцка рисунка върху ваза Хелиос се появява, плавайки през морето, в купата на триножника от светилището на Делфийския оракул. 
Атеней в съчинението си "Гощавка на софисти" пише, че в часа на залеза Хелиос се покатерва до велика златна купа, в която той преминава от земите на Хесперидите (нимфи, живеещи в Крайния Запад) до страната на етиопите (на Изток, където прекарва тъмните часове).
Когато Херакъл пътува до остров Еритея (Гадес), в търсене на кравите на Герион, той прекосява Либийската пустиня, но отчаян и разгневен от жегата запраща стрела към Слънцето. Бързо се разкайва, а Хелиос, в знак на благоволение, му услужва с превозното си средство - така Херакъл скоро намира стадото.

## Хелиос в "Одисея"
В историята, разказана в залата на двореца на феака Алкиной, когато той приютява корабокруширалия Одисей, Хелиос е описан, като враг на божествата Арес и Афродита. Там той ги издава на Хефест, съпруга на богинята, че са любовници. В резултат Хефест ги хваща в момент на самия акт и ги уплита заедно в невидима тънка мрежа.
В друг епизод от поемата, Одисей и група моряци слизат на Тринакия, остров, посветен на бога на Слънцето (когото Кирка именува Хиперион, а не Хелиос), където пасат неговите свещени животни:
| „ | Ти ще дойдеш на Тринакианския остров, а тук ще видиш много стада от говеда и овце, принадлежащи на бога Слънце. Ще бъдат седем стада от говеда и седем от овце, с по петдесет глави във всяко стадо. Те няма да се размножават, нито ще намаляват, и ще бъдат водени от богините Фентуса и Лампетия, деца на бога Слънце от Неера. След като тяхната майка ги е родила и накърмила, ги изпратила на Тринакианския остров, който се намирал много надалеч, за да живеят там и се грижат за стадата на баща си. | “ |

Одисей предупреждава своите хора да не закачат добитъка, но те го послушват, а убиват и изяждат една част. Зевс ги наказва, като унищожава кораба им и ги избива всичките, пощадявайки само вожда.